# Поливка (суп)
По́ливка — белорусское и польское блюдо, относится к супам. Часто готовилась в старину в Польше, Белоруссии и на западе Украины.

## Этимология и история
Слово «поливка» произошло от глагола «поливать», широко распространилась в средние века и в дальнейшем на всех территориях бывшей Речи Посполитой. Этим словом называли все первые блюда, которые подавали к столу, и лишь с распространением немецкой кулинарной традиции (в которой употреблялось слово «суп») оно отошло на второй план и, в основном, осталось в употреблении среди низших слоёв населения.
В современной кухне славянских народов поливкой называют, в целом, все те первые блюда, которые не получили своего собственного названия (росол, щи, борщ, уха). Самые известные современные поливки: чёрная поливка, граматка и другие поливки на вине, квасе, мясной и грибной юшке.

## Внешний вид
Поливка имеет вид первого блюда разного сорта (жидкого или густого вида). Сначала она состояла лишь из нескольких ингредиентов: кваса, соли, отвара из мяса или грибов, пива и растёртых или вываренных овощей как главной составляющей, а уже позже повара начали добавлять в неё приправы и другие составляющие, чтобы разнообразить вкусовые качества.
С распространением картофеля поливки начали делать на нём в качестве главного ингредиента. Поливки часто путают с подливками, но последние являются лишь дополнительным вкусовым средством (соус), тогда как поливки выступают в качестве самостоятельного блюда. В постные дни поливка может готовиться с добавлением вяленой рыбы.